# Jbe' Kruger
Jbe' Kruger (Kimberley, 23 juni 1986) is een professioneel golfer uit Zuid-Afrika. Zijn officiële naam is James Barry Kruger.
Als amateur heeft Kruger zes grote toernooien in Zuid-Afrika gewonnen. In 2007 werd hij professional, en heeft sindsdien al twee toernooien op de Sunshine Tour gewonnen. Hij staat al drie jaar in de top 30 van de Zuid-Afrikaanse ranking.
Sinds 2009 speelt hij op de Aziatische PGA Tour. Daar maakte hij in zijn rookiejaar een goede start en verdiende een volle spelerskaart voor 2010.
In 2010 verloor Kruger de play-off van Rahman Siddikur bij het Brunei Open en werd hij ook 2de bij de Handa Singapore Classic.

## Gewonnen
Sunshine Tour
| Nr. | Datum            | Toernooi                      | Score           | Score | Info  |
| --- | ---------------- | ----------------------------- | --------------- | ----- | ----- |
| 1   | 30 augustus 2009 | Zambia Open                   | 69+68+67=204    | –15   | [ 1 ] |
| 2   | 24 april 2010    | Africom Zimbabwe Open         | 68+69+67+65=269 | –19   | [ 2 ] |
| 3   | 13 april 2014    | Golden Pilsener Zimbabwe Open | 67+69+68+66=270 | –18   | [ 3 ] |

Europese Tour
| Nr. | Datum            | Toernooi        | Score           | Score | Info    |
| --- | ---------------- | --------------- | --------------- | ----- | ------- |
| 1   | 19 februari 2012 | Avantha Masters | 70+69+66+69=274 | –14   | Verslag |